# アーガイルシャー統監
アーガイルシャー統監（アーガイルシャーとうかん、英語: Lord Lieutenant of Argyllshire）は、イギリスの官職。統監の1つで、アーガイルシャーを担当する。1789年に勃発したフランス革命がヨーロッパ諸国に飛び火するとともに1792年にはスコットランド各地で暴動がおこり、地方政府の対応に不満を感じたイギリス政府は1794年にイングランドの統監職をスコットランドでも常設職として設立した。1973年地方政府（スコットランド）法でスコットランドの地方自治体再編が行われ、再編に伴う1975年統監令（The Lord-Lieutenants Order 1975）によりアーガイル・アンド・ビュート統監に統合された。

## 一覧
- 1794年3月17日 – 1799年：第5代アーガイル公爵ジョン・キャンベル（英語版）[3]
- 1799年4月16日 – 1839年10月22日：ローン侯爵ジョージ・キャンベル（のち第6代アーガイル公爵）[3]
- 1839年12月4日 – 1862年11月8日：第2代ブレダルバン侯爵ジョン・キャンベル[3]
- 1862年11月15日 – 1900年4月24日：第8代アーガイル公爵ジョージ・キャンベル[3]
- 1900年7月27日 – 1914年5月2日：第9代アーガイル公爵ジョン・キャンベル[3]
- 1914年8月17日 – 1922年10月19日：初代ブレダルバン侯爵ギャヴィン・キャンベル（英語版）[3]
- 1923年2月20日 – 1949年8月20日：第10代アーガイル公爵ニール・キャンベル（英語版）[3]
- 1949年12月5日 – 1954年8月28日：サー・ブルース・アッター・キャンベル[3]
- 1954年11月24日 – 1975年3月19日：チャールズ・マクリーン（英語版）（のち一代貴族のマクリーン男爵）[2][3]
  - アーガイル・アンド・ビュート統監として続投[2]